# Tectaria trifida
Tectaria trifida är en ormbunkeart som först beskrevs av Fée, och fick sitt nu gällande namn av M. Price. Tectaria trifida ingår i släktet Tectaria och familjen Tectariaceae. Inga underarter finns listade.